# Listed: Dispatches from America's Endangered Species Act
Listed: Dispatches from America's Endangered Species Act és un llibre de Joe Roman de 2011 que explora la història de la Llei d'espècies en perill d'extinció i la relació entre la biodiversitat i el benestar humà. Els ecosistemes saludables, com ara els manglars i les dunes, poden actuar com a barreres a les catàstrofes naturals. El llibre va rebre el Premi Rachel Carson Environment Book el 2012 de la Society of Environmental Journalists.